# Lista Engel
La Lista de Actores Corruptos y Antidemocráticos, más conocida como Lista Engel, es un listado de personas del Triángulo Norte de Centroamérica —Guatemala, El Salvador y Honduras— que han cometido actos de corrupción o han participado en acciones para socavar la democracia de sus países. Las investigaciones para crear la lista son responsabilidad del secretario de Estado de los Estados Unidos y del Departamento de Estado de los Estados Unidos, habiendo sanciones de ese país para los incluidos en la lista, como la cancelación de la visa estadounidense.
La lista fue aprobada por el pleno del Congreso de los Estados Unidos el 22 de diciembre de 2020, por la iniciativa del excongresista demócrata de Nueva York Eliot Engel en 2019, por quien la lista recibe su nombre. La intención de la lista, según aparece plasmada en el sumario de la ley, es «apoyar al pueblo de Centroamérica y fortalecer la seguridad nacional de los Estados Unidos abordando las causas fundamentales de la migración desde El Salvador, Guatemala y Honduras».
Desde 2021 la lista se publica anualmente en julio, como parte de la Sección 353 de la Ley de Compromiso Reforzado entre los Estados Unidos y el Triángulo Norte, que es reportada al Congreso de los Estados Unidos por el Departamento de Estado. Desde 2022 la lista incluye a personas de Nicaragua.